# 李歴
李 歴（り れき、生没年不詳）は、中国の後漢時代末期の政治家。

## 事跡
| 姓名         | 李歴     |
| 時代         | 後漢時代 |
| 生没年       | 〔不詳〕 |
| 字・別号     | 〔不詳〕 |
| 出身地       | 〔不詳〕 |
| 職官         | 冀州治中 |
| 爵位・号等   | -        |
| 陣営・所属等 | 韓馥     |
| 家族・一族   | 〔不詳〕 |

冀州牧韓馥配下の治中従事。初平2年（191年）、韓馥が袁紹の冀州入りを打診されると、李歴は長史の耿武、別駕の閔純、騎都尉の沮授と共にそれを拒否するよう諌めたが、韓馥は聞かず、袁紹を迎え入れてしまう。その後、李歴は史書に登場しないが、少なくとも耿武、閔純と行動を共にしたとは書かれておらず、沮授のように袁紹に仕官した記録も無い。
なお、李歴は小説『三国志演義』に登場しない。